# Rietheim-Weilheim
Rietheim-Weilheim là một thị xã ở huyện Tuttlingen trong bang Baden-Württemberg thuộc nước Đức.